# Ginger beer

Bottiglia di Bundaberg ginger beer dall'Australia

La ginger beer è una bevanda di tipo soft drink a base di estratto della radice di zenzero.
È composta da Zingiber officinale, zucchero, acqua, succo di limone e lievito.
Può essere prodotta tramite infusione o tramite carbonatazione ed esiste sia nella variante alcolica (a basso contenuto di etanolo) sia in quella analcolica.
È ingrediente essenziale di alcuni cocktail come il Moscow Mule.